# Marc Aryan
Marc Aryan, pseudoniem voor Henry Markarian, (Valence, 14 november 1926 - 30 november 1985) was een Frans-Belgisch zanger. Hij was auteur, zanger en uitgever van zijn eigen muziek.
In Nederland en België is hij vooral bekend van de nummers "Tu es no. 1 au hit-parade de mon cœur", "Volage, volage" en "Katy".

## Biografie
Henry Markaryan was de zoon van Armeense immigranten uit Libanon die in het Franse Valence aan de oevers van de Rhône een voedingsbedrijf hadden opgezet. Om jonger over te komen bij zijn publiek, gaf hij steeds 1935 op als zijn geboortejaar.
Omdat hij niet goed was op school, ging hij al vroeg in het bedrijf van zijn ouders werken. Toen hij herstelde van een zware operatie, leerde hij muziek om de tijd te verdrijven. Muziek werd zijn passie.
Hij startte een succesvolle platenhandel in Valence, die hij later verkocht. Met het aldus gewonnen geld probeerde hij een carrière van zanger en liedjesschrijver in Parijs te beginnen. Het werd een flop. Hij begon - wat hoogst uitzonderlijk was - zijn eigen platen te produceren, maar zonder succes.
In 1963 week hij uit naar België. Zijn zuster, die was getrouwd met een Belg, had in Zeebrugge een nachtclub geopend. Henry liet er zijn platen spelen, die succes kenden. Daarop begon hij zijn platen te verdelen over andere dancings van de Belgische kust.
Uiteindelijk tekende hij een contract met EMI België en ging hij zingen onder de naam Marc Aryan. Toen begon zijn echte carrière.
Hij vestigde zich in Waterloo en daarna in Ohain. In 1969 richtte hij zijn eigen label op.
Marc Aryan had een eigen opnamestudio, Studio Katy, in Ohain. Hier werd onder meer Marvin Gaye zijn bekende nummer "Sexual Healing" opgenomen.

## Discografie

### Singles
| Single met eventuele hitnotering(en) in de Nederlandse Top 40 | Datum van verschijnen | Datum van binnenkomst | Hoogste positie | Aantal weken | Opmerkingen |
| ------------------------------------------------------------- | --------------------- | --------------------- | --------------- | ------------ | ----------- |
| Si j'étais le fils d'un roi                                   | 1964                  | 02-01-1965            | 14              | 2            |             |

Andere singles van hem zijn:
- Bête à manger du foin
- Adieu mon bel amour
- Angelina
- Difficile à vivre
- L'amour est une prison
- Le livre de la vie
- Nous
- Un paradis
- Les melons
- La lettre
- Mes blanches montagnes
- Le clocher
- Allo c'est moi
- Mon village
- Gino
- Giorgina
- C'est la vie
- Mon petit navire
- Cest impossible
- J'aimerais viellir avec toi
- Jamais je ne dirais
- Je t'invite
- Le coeur au chomage
- C'est le temps
- Les violons d'Albi
- La roue de secours
- Ma vie sans toi
- Si j'avais su
- Istamboul
- Un petit slow
- Parce que je t'aime
- Si demain
- Moda Yolunda
- Erevan
- Grosses lunettes sur un petit bout de nez